# Molde Fotballklubb 1993
Questa pagina raccoglie i dati riguardanti il Molde Fotballklubb nelle competizioni ufficiali della stagione 1993.

## Stagione
Il Molde chiuse la stagione al decimo posto finale. Questa posizione costrinse il club ad affrontare le qualificazioni all'Eliteserien 1994 contro Bryne e Strømsgodset, poi persi, che portarono pertanto il Molde nella 1. divisjon. I giocatori più utilizzati in campionato furono Morten Bakke, Erik Hoftun, Petter Rudi e Roar Strand, tutti con 22 presenze. Strand fu anche il miglior marcatore, con 9 reti.

## Rosa
| N. |                     | Ruolo | Calciatore         |
| -- | ------------------- | ----- | ------------------ |
|    | Norvegia (bandiera) | P     | Morten Bakke       |
|    | Scozia (bandiera)   | D     | Arthur Albiston    |
|    | Spagna (bandiera)   | D     | Flaco              |
|    | Norvegia (bandiera) | D     | Erik Hoftun        |
|    | Norvegia (bandiera) | D     | Ulrich Møller      |
|    | Norvegia (bandiera) | D     | Trond Strande      |
|    | Norvegia (bandiera) | D     | Berdon Sønderland  |
|    | Norvegia (bandiera) | D     | Roger Svendsen     |
|    | Norvegia (bandiera) | C     | Jan Berg           |
|    | Norvegia (bandiera) | C     | Stig Hasselvold    |
|    | Norvegia (bandiera) | C     | Daniel Berg Hestad |

| N. |                        | Ruolo | Calciatore                |
| -- | ---------------------- | ----- | ------------------------- |
|    | Norvegia (bandiera)    | C     | Kjell Gunnar Ildhusøy     |
|    | Norvegia (bandiera)    | C     | Hans Ivar Klefstad        |
|    | Norvegia (bandiera)    | C     | Morten Kristiansen        |
|    | Norvegia (bandiera)    | C     | André Nevstad             |
|    | Norvegia (bandiera)    | C     | Tarje Nordstrand Jacobsen |
|    | Norvegia (bandiera)    | C     | Sindre Rekdal             |
|    | Norvegia (bandiera)    | C     | Petter Rudi               |
|    | Norvegia (bandiera)    | C     | Roar Strand               |
|    | Inghilterra (bandiera) | A     | Stephen Kinsey            |
|    | Norvegia (bandiera)    | A     | Øystein Neerland          |
|    | Norvegia (bandiera)    | A     | Ole Bjørn Sundgot         |

## Calciomercato

### Sessione invernale
| Acquisti | Acquisti      | Acquisti  | Acquisti   |
| R.       | Nome          | da        | Modalità   |
| -------- | ------------- | --------- | ---------- |
| C        | André Nevstad | Hødd      | definitivo |
| C        | Roar Strand   | Rosenborg | prestito   |

| Cessioni | Cessioni        | Cessioni     | Cessioni      |
| R.       | Nome            | a            | Modalità      |
| -------- | --------------- | ------------ | ------------- |
| D        | Arthur Albiston | Chester City | fine prestito |

### Sessione estiva
| Acquisti | Acquisti        | Acquisti     | Acquisti   |
| R.       | Nome            | da           | Modalità   |
| -------- | --------------- | ------------ | ---------- |
| D        | Arthur Albiston | Chester City | definitivo |
| A        | Stephen Kinsey  |              | svincolato |

| Cessioni | Cessioni          | Cessioni        | Cessioni |
| R.       | Nome              | a               | Modalità |
| -------- | ----------------- | --------------- | -------- |
| A        | Ole Bjørn Sundgot | Oldham Athletic | prestito |

## Risultati

### Eliteserien

#### Girone di andata
| Arbitro: | Hermansen |

|            |           |               |
| Strand 14’ | Marcatori | 51’ Høysæther |

| Arbitro: | Thorp |

|             |           |             |
| Belsvik 62’ | Marcatori | 71’ Sundgot |

| Arbitro: | Pedersen |

|               |           |             |
| Eskelinen 39’ | Marcatori | 52’ Sundgot |

| Arbitro: | Aass |

|  |           |                            |
|  | Marcatori | 26’ Staurvik 28’ Brattbakk |

| Arbitro: | Bondal |

|                                     |           |  |
| Strandli 4’, 18’, 84’ Tønnessen 37’ | Marcatori |  |

| Arbitro: | Singsaas |

|                          |           |                         |
| Strand 28’, 86’ Rudi 65’ | Marcatori | 57’ Østenstad 72’ Tveit |

| Arbitro: | Rogstad |

|                                                        |           |                                  |
| Kolle 60’, 79’ A. Michelsen 63’ Kaasa 75’ Amundsen 86’ | Marcatori | 12’ Nevstad 50’ Hestad 83’ Flaco |

| Arbitro: | Hollung |

|  |           |                       |
|  | Marcatori | 59’ Sørloth 88’ Løken |

| Arbitro: | Kjelbrott |

|                                |           |  |
| Bjarmann 65’ Karlsson 76’, 90’ | Marcatori |  |

| Arbitro: | Hauge (Bergen) |

|                |           |            |
| Sønderland 68’ | Marcatori | 30’ Håpnes |

| Arbitro: | Kjelbrott |

|  |           |          |
|  | Marcatori | 48’ Rudi |

#### Girone di ritorno
| Arbitro: | Kvam |

|                            |           |            |
| Berntsen 61’ Høysæther 74’ | Marcatori | 26’ Strand |

| Molde 1º agosto 1993, ore 18:00 13ª giornata | Molde    | 0 – 0 referto | HamKam | Molde Stadion (3.082 spett.)\| Arbitro: \| Pedersen \| |
| Arbitro:                                     | Pedersen |               |        |                                                        |

| Arbitro: | Hollung |

|                 |           |  |
| Strand 28’, 80’ | Marcatori |  |

| Arbitro: | Hauge (Bergen) |

|                                     |           |  |
| Johnsen 19’ Berstad 35’ Normark 80’ | Marcatori |  |

| Arbitro: | Aass |

|            |           |  |
| Kinsey 64’ | Marcatori |  |

| Arbitro: | Larsgård |

|              |           |  |
| Ulfstein 62’ | Marcatori |  |

| Arbitro: | Singsaas |

|                                          |           |                                  |
| Hoftun 1’, 21’, 67’, 79’ Strand 33’, 41’ | Marcatori | 24’ Johnsen 45’ Wæhler 52’ Kaasa |

| Arbitro: | Bondal |

|                          |           |  |
| Skammelsrud 5’ Løken 58’ | Marcatori |  |

| Molde 26 settembre 1993, ore 15:00 20ª giornata | Molde | 0 – 0 referto | Lillestrøm | Molde Stadion (3.556 spett.)\| Arbitro: \| Thorp \| |
| Arbitro:                                        | Thorp |               |            |                                                     |

| Arbitro: | Hermansen (Kongsvinger) |

|                           |           |                       |
| Engerbakk 14’ Frigård 42’ | Marcatori | 3’ Strande 29’ Strand |

| Arbitro: | Hollung |

|  |           |               |
|  | Marcatori | 46’ Rushfeldt |

#### Qualificazioni all'Eliteserien
| Bryne 23 ottobre 1993, ore ??:?? 2ª giornata | Bryne    | 2 – 2 referto | Molde | Bryne Stadion (1.727 spett.)\| Arbitro: \| Haugstad \| |
| Arbitro:                                     | Haugstad |               |       |                                                        |

| Molde 27 ottobre 1993, ore ??:?? 3ª giornata | Molde                | 0 – 2 referto | Strømsgodset | Molde Stadion (3.526 spett.)\| Arbitro: \| Olsen (Kristiansand) \| |
| Arbitro:                                     | Olsen (Kristiansand) |               |              |                                                                    |

### Coppa di Norvegia
|  | Clausenengen | 1 – 6 | Molde |  |

|  | Byåsen | 0 – 3 | Molde |  |

|  | Molde | 1 – 0 | Strindheim |  |

|  | Fana | 0 – 6 | Molde |  |

|  | Brann | 2 – 0 | Molde |  |

## Statistiche

### Statistiche di squadra
| Competizione                   | Punti | In casa | In casa | In casa | In casa | In casa | In casa | In trasferta | In trasferta | In trasferta | In trasferta | In trasferta | In trasferta | Totale | Totale | Totale | Totale | Totale | Totale | DR  |
| Competizione                   | Punti | G       | V       | N       | P       | Gf      | Gs      | G            | V            | N            | P            | Gf           | Gs           | G      | V      | N      | P      | Gf     | Gs     | DR  |
| ------------------------------ | ----- | ------- | ------- | ------- | ------- | ------- | ------- | ------------ | ------------ | ------------ | ------------ | ------------ | ------------ | ------ | ------ | ------ | ------ | ------ | ------ | --- |
| Eliteserien                    | 20    | 11      | 4       | 4       | 3       | 14      | 12      | 11           | 1            | 3            | 7            | 9            | 24           | 22     | 5      | 7      | 10     | 23     | 36     | -13 |
| Qualificazioni all'Eliteserien | -     | 1       | 0       | 0       | 1       | 0       | 2       | 1            | 0            | 1            | 0            | 2            | 2            | 2      | 0      | 1      | 1      | 2      | 4      | -2  |
| Coppa di Norvegia              | -     | 1       | 1       | 0       | 0       | 1       | 0       | 4            | 3            | 0            | 1            | 15           | 3            | 5      | 4      | 0      | 1      | 16     | 3      | +13 |
| Totale                         | -     | 13      | 5       | 4       | 4       | 15      | 14      | 16           | 4            | 4            | 8            | 26           | 29           | 29     | 9      | 8      | 12     | 41     | 43     | -2  |

### Statistiche dei giocatori
| Giocatore              | Eliteserien | Eliteserien | Coppa di Norvegia | Coppa di Norvegia | Totale   | Totale |
| Giocatore              | Presenze    | Reti        | Presenze          | Reti              | Presenze | Reti   |
| ---------------------- | ----------- | ----------- | ----------------- | ----------------- | -------- | ------ |
| A. Albiston            | 9           | 0           | ?                 | ?                 | 9+       | 0+     |
| M. Bakke               | 22          | 0           | ?                 | ?                 | 22+      | 0+     |
| J. Berg                | 0           | 0           | ?                 | ?                 | 0+       | 0+     |
| Flaco                  | 18          | 1           | ?                 | ?                 | 18+      | 1+     |
| S. Hasselvold          | 6           | 0           | ?                 | ?                 | 6+       | 0+     |
| D. Hestad              | 15          | 1           | ?                 | ?                 | 15+      | 1+     |
| E. Hoftun              | 22          | 4           | ?                 | ?                 | 22+      | 4+     |
| K. Ildhusøy            | 2           | 0           | ?                 | ?                 | 2+       | 0+     |
| S. Kinsey              | 4           | 1           | ?                 | ?                 | 4+       | 1+     |
| H. Klefstad            | 1           | 0           | ?                 | ?                 | 1+       | 0+     |
| M. Kristiansen         | 19          | 0           | ?                 | ?                 | 19+      | 0+     |
| U. Møller              | 20          | 0           | ?                 | ?                 | 20+      | 0+     |
| Ø. Neerland            | 15          | 0           | ?                 | ?                 | 15+      | 0+     |
| A. Nevstad             | 15          | 1           | ?                 | ?                 | 15+      | 1+     |
| T. Nordstrand Jacobsen | 11          | 0           | ?                 | ?                 | 11+      | 0+     |
| S. Rekdal              | 19          | 0           | ?                 | ?                 | 19+      | 0+     |
| P. Rudi                | 22          | 2           | ?                 | ?                 | 22+      | 2+     |
| R. Strand              | 22          | 9           | ?                 | ?                 | 22+      | 9+     |
| T. Strande             | 16          | 1           | ?                 | ?                 | 16+      | 1+     |
| O. Sundgot             | 4           | 2           | ?                 | ?                 | 4+       | 2+     |
| B. Sønderland          | 13          | 1           | ?                 | ?                 | 13+      | 1+     |
| R. Svendsen            | 2           | 0           | ?                 | ?                 | 2+       | 0+     |